# Giancarlo Tapparo
Giancarlo Tapparo (Rivarolo Canavese, 26 giugno 1942) è un politico italiano.

## Biografia
Laureato in economia e commercio, esponente del Partito Socialista Italiano negli anni ottanta, è stato consigliere regionale in Piemonte dal 1983 al 2005 e assessore regionale al Lavoro e Industria dal 1983 al 1985. Nel 1994 viene eletto al Senato con l'Alleanza dei Progressisti, nel 1996 viene confermato con L'Ulivo nel collegio di Settimo Torinese, aderendo poi ai Democratici di Sinistra. Si dimette da senatore nel settembre 2000 dopo essere stato eletto consigliere regionale in Piemonte con i DS. Nel 2002 lascia tale gruppo per formare l'Unione Civica dei Riformatori, con cui nel 2004 si candida alla presidenza della provincia di Torino, ottenendo lo 0,75% dei voti; termina la propria esperienza istituzionale in consiglio regionale nel 2005.